# Tóth András János
Tóth András   (Pusztaszentlászló, 1946. július 29. – 2017. augusztus 5.) magyar politikus, Pusztaszentlászló polgármestere 1998–2008 között.

## Élete
Iskolai tanulmányait a Pusztaszentlászlón kezdte, és az esztergomi Temesvári Pelbárt Ferences Gimnáziumban folytatta, majd a soproni Nyugat-magyarországi Egyetem vadgazda mérnök szakán végzett. Később az olajiparban tevékenykedett és az 1989-es rendszerváltás előkészítésében vállalt fontos szerepet, a Zalaszentgróti majd a Zalaegerszegi MDF iroda vezetője, később a MAHIR Zalaegerszegi iroda vezetője volt. 1998-tól mintegy két és fél cikluson át volt szülőfalujának polgármestere,
Polgármesteri tisztsége 2008-ban bírósági ítélettel szűnt meg, miután becsületsértésért elmarasztalták.
2016. április 16-án a Szent György Lovagrend tagja lett.